# Rainbow (Elisa)
Rainbow è un singolo della cantautrice italiana Elisa, pubblicato il 22 febbraio 2002 come primo estratto dal terzo album in studio Then Comes the Sun.

## Descrizione
La canzone è dedicata alla migliore amica di Elisa e parla di come le due si siano riavvicinate dopo un periodo di distacco.
Il brano venne riarrangiato in versione acustica per il tour teatrale organizzato in occasione della pubblicazione dell'album acustico Lotus del 2003, anche se la canzone non era stata compresa nell'album. La canzone è stata utilizzata nel film Melissa P. di Luca Guadagnino ed è stata inclusa nella raccolta Dancing pubblicata nel 2008 in America.
Il 30 novembre 2010 è stato pubblicato il settimo album di inediti (Ivy) di Elisa, che contiene una nuova versione totalmente acustica del singolo, in cui la cantante è accompagnata da un coro di voci bianche.

## Pubblicazione
La canzone venne pubblicata come singolo nel 2002 in una versione remixata da Fred Ventura ed Enrico Colombo per Bedroom Rockers Productions, versione più veloce, più corta e di più immediato ascolto rispetto all'originale. Questa versione è quella probabilmente più conosciuta, dal momento che è presente nel video, è contenuta nel primo greatest hits di Elisa Soundtrack '96-'06, è generalmente suonata dal vivo nei concerti ed è presente nella raccolta live Soundtrack Live '96-'06.
Nel 2008 la canzone è stata pubblicata come singolo anche negli Stati Uniti in una nuova versione remixata dal produttore Glen Ballard (già produttore dell'album di Elisa Pearl Days) in occasione dell'uscita dell'album Dancing. Questa versione è molto simile alla versione Bedroom Rockers remix ma è più corta.

## Accoglienza
Il brano è considerato da fan e critici uno dei migliori brani scritti da Elisa, in quanto viene eseguito dalla cantante giuliana in tonalità che variano dal Si minore al Mi minore.

## Video musicale
Il video uscito in Italia nel 2002, diretto dalla stessa Elisa e dalla regista Dakota Fanning, è costituito da una raccolta di riprese amatoriali e alcune fotografie della vita di Elisa, oltre che da frammenti dei video precedenti della cantautrice. Nel video si può inoltre notare l'attrice Valentina Cervi, amica di Elisa.
Nel luglio del 2008, su iniziativa del sito elisatoffoli.com, è stato girato un nuovo video (definito sul sito "viral" perché non è ufficiale) da Patti Ibanez per gli Stati Uniti d'America in occasione dell'uscita della canzone come primo singolo estratto dalla raccolta Dancing. Il video vede la partecipazione del cantautore Vinnie Ferra e della giovane ballerina Lacey Schwimmer, che nel 2007 aveva ballato sulle note di Dancing nel programma televisivo So You Think You Can Dance.

## Tracce
CD 300 378-2 (Italia)
1. Rainbow (Bedroom Rockers Remix) - 4:07
2. Rainbow (Radio Edit) - 4:10
3. Heaven Out of Hell (Sensual Heaven Remix) - 4:12
4. Heaven Out of Hell (Live at Tropical Pizza) - 4:30

CD promo INS 036 (Italia)
1. Rainbow (Bedroom Rockers Remix) - 4:07
2. Rainbow (Radio Edit) - 4:10

CD promo (no code) (USA)
1. Rainbow (Hot AC Mix) - 3:24
2. Rainbow (Album Version) - 3:41

## Classifiche

### Classifiche settimanali
| Classifica (2002) | Posizione massima |
| ----------------- | ----------------- |
| Italia            | 5                 |

### Classifiche di fine anno
| Classifica (2002) | Posizione |
| ----------------- | --------- |
| Italia            | 39        |